# Методия Стоянов
Методия Ив. Стоянов е български революционер, кумановски войвода на Вътрешната македоно-одринска революционна организация.

## Биография
Методия Стоянов е роден в град Куманово, тогава в Османската империя. Присъединява се към ВМОРО през 1897 година. В периода 1904-1908 година е градски войвода в Куманово, а след Младотурската революция от юли 1908 година действа с чета в Кумановско и Скопско. След това се легализира, но е осъден на 10 години затвор. Заточен е на остров Родос, където престоява до началото на Балканската война.